# A. Schout
A. Schout (1931) is een Nederlands politicus van de ARP en later het CDA.
Hij werkte als commies bij de gemeentesecretarie van Werkendam voor hij in december 1967 benoemd werd tot burgemeester van Zuid-Beijerland. In maart 1983 volgde zijn benoeming tot burgemeester van Dinteloord en Prinsenland. In april 1996 kon Schout met pensioen maar vanwege de gemeentelijke herindeling die op 1 januari 1997 zou plaatsvinden waarbij zijn gemeente zou opgaan in Steenbergen, bleef hij nog driekwart jaar aan als waarnemend burgemeester.